# Йоганн фон Крживанек
Йоганн Едлер фон Крживанек (нім. Johann Edler von Krziwanek; 25 грудня 1890, Прага — 18 листопада 1944, Мюнхен) — австро-угорський, австрійський і німецький офіцер, генерал-майор люфтваффе.

## Біографія
18 серпня 1911 року вступив в австро-угорську армію. Учасник Першої світової війни, служив в артилерії. Після війни продовжив службу в австрійській армії. З 1 жовтня 1936 року — командир 1-го зенітної кулеметної команди. Після аншлюсу 15 березня 1938 року автоматично перейшов в люфтваффе. З 5 травня 1938 року — командир 91-го легкого, з 24 серпня 1939 року — 181-го, з 8 серпня 1940 року — 111-го зенітного полку, з 1 липня 1942 року — 10-ї зенітної бригади. З 22 лютого 1943 року — офіцер для особливих доручень при Імперському міністерстві авіації та головнокомандувачі люфтваффе. З 3 липня 1943 року — командир 3-ї, з 31 липня — 17-ї, з 1 листопада — знову 3-ї зенітної бригади. З 26 січня 1944 року — керівник ППО в Центральній Італії. З 9 лютого 1944 року — командувач зенітною артилерією на Півдні. З 26 квітня 1944 року — знову командир 3-ї зенітної бригади. 13 липня 1944 року відправлений в резерв фюрера. Помер в шпиталі люфтваффе.

## Звання
- Фенріх (18 серпня 1911)
- Лейтенант (1 листопада 1913)
- Оберлейтенант (1 травня 1915)
- Гауптман (1 січня 1921)
- Штабсгауптман (1 червня 1924)
- Майор (20 липня 1928)
- Оберстлейтенант (1 квітня 1939)
- Оберст (1 вересня 1940)
- Генерал-майор (1 листопада 1943)

## Нагороди
- Маріанський хрест
- Срібна і бронзова медаль «За військові заслуги» (Австро-Угорщина) з мечами
- Хрест «За військові заслуги» (Австро-Угорщина) 3-го класу з військовою відзнакою і мечами
- Військовий Хрест Карла
- Залізний хрест 2-го класу
- Пам'ятна військова медаль (Австрія) з мечами
- Почесний знак «За заслуги перед Австрійською Республікою», золотий знак
- Пам'ятна військова медаль (Угорщина) з мечами
- Хрест «За вислугу років» (Австрія) 2-го класу для офіцерів (25 років)
- Почесний хрест ветерана війни з мечами
- Медаль «За вислугу років у Вермахті» 4-го, 3-го, 2-го і 1-го класу (25 років)
- Нагрудний знак зенітної артилерії люфтваффе